# Arkonia (korporacja)
Korporacja akademicka Arkonia – ideowo-wychowawcze stowarzyszenie skupiające męską młodzież akademicką narodowości polskiej powstałe 9 maja 1879 roku w Rydze na tamtejszej Politechnice, historycznie blisko związane z obozem narodowym. Celami Arkonii jest krzewienie patriotyzmu wśród swoich członków i w społeczeństwie, kształtowanie postaw moralnych młodzieży, godności osobistej i honoru, integracja środowiska, a także organizowanie życia towarzyskiego. Formy organizacyjne Arkonii zaczerpnięte są z wzorów korporacji niemieckich i wzbogacone o silną nutę samokształceniowo-wychowawczą.

## Insygnia i odznaki
Barwy Arkonii to granat, biel i zieleń. Symbolizują one odpowiednio: wierność ideałom, prawdę oraz nadzieję.
Dewiza Arkonii brzmi Veritate ac Labore (z łac. Prawdą a Pracą).
Herb Arkonii autorstwa Tadeusza Zaleskiego to trójpolowa tarcza podzielona ukośnie z lewej strony na prawą. Na polu granatowym znajduje się siedmioramienna gwiazda symbolizująca prawdę oraz mądrość. Na części białej, środkowej, widnieje tzw. cyrkiel, czyli monogram składający się z pierwszych liter zawołania Arkonia vivat, crescat, floreat (z. łac. Arkonia, niech żyje, rozwija się i kwitnie). Piramida, symbol pracy, zdobi pole zielone. Nad tarczą hełm w koronie, a nad nim dwa białe orle pióra. Pod tarczą szarfa z napisem Veritate ac Labore.
Banda Arkonii noszona jest z prawego ramienia do lewego boku. Barwiarze i filistrzy noszą trójkolorowe bandy ozdobione herbem Arkonii. Fuksy noszą jednobarwne, granatowe bandy z cyrklem korporacji.
Dekiel barwiarza i filistra Arkonii to czapka studencka w barwach korporacji z wyszytą na denku siedmioramienną gwiazdą. Dekiel fuksowski posiada jedynie barwę granatową.

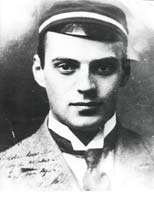
Władysław Anders, Ryga (ok. 1910)

## Historia

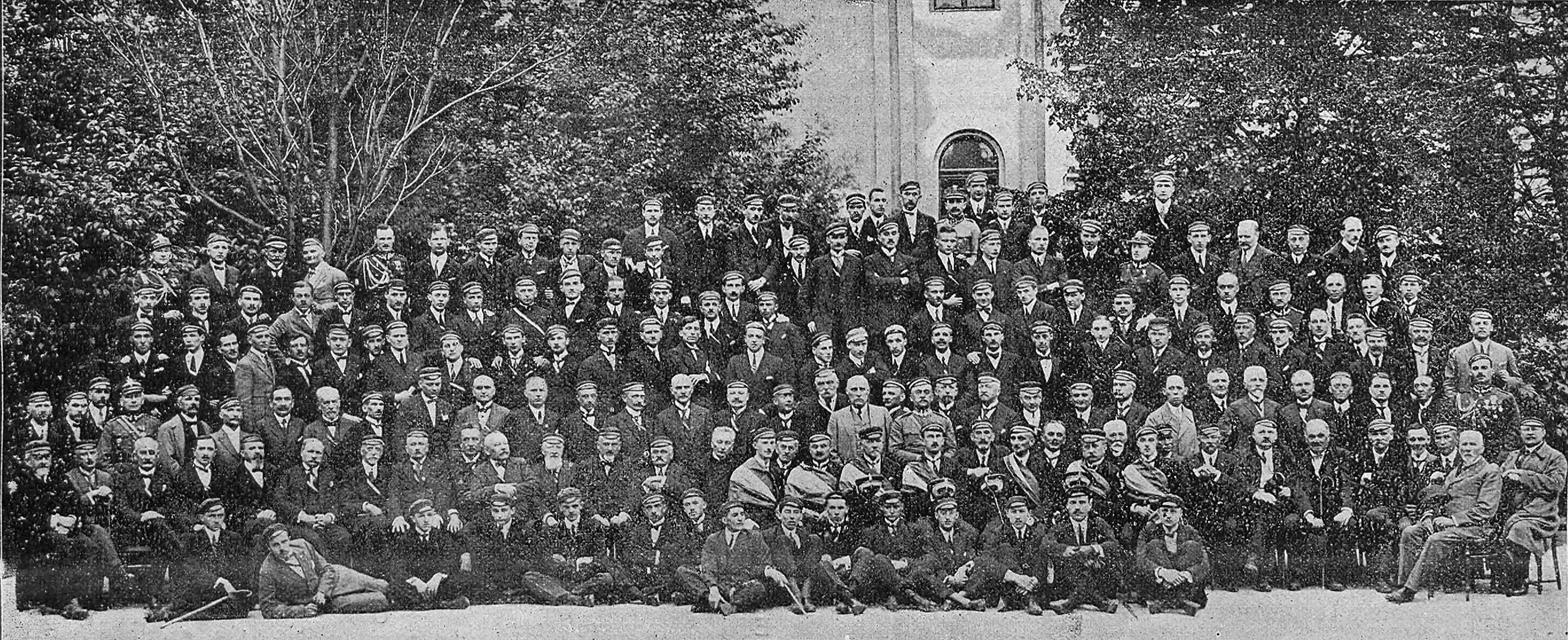
Obchody jubileuszu 45-lecia istnienia korporacji połączone z poświęceniem własnego domu akademickiego przy ul. Wilczej 60 (1924)

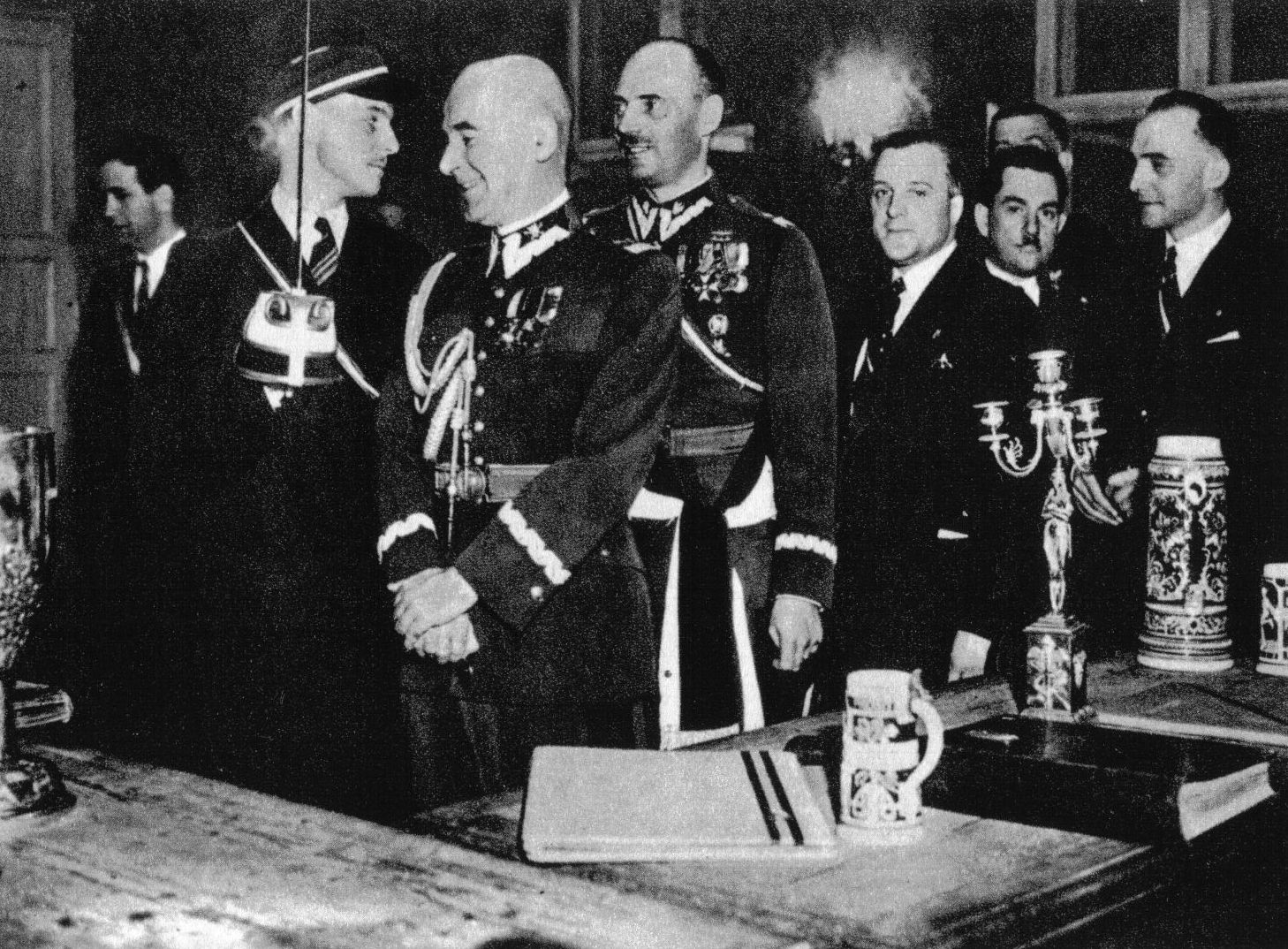
Edward Rydz-Śmigły i Władysław Anders na komersie Arkonii w Resursie Obywatelskiej w Warszawie w maju 1937

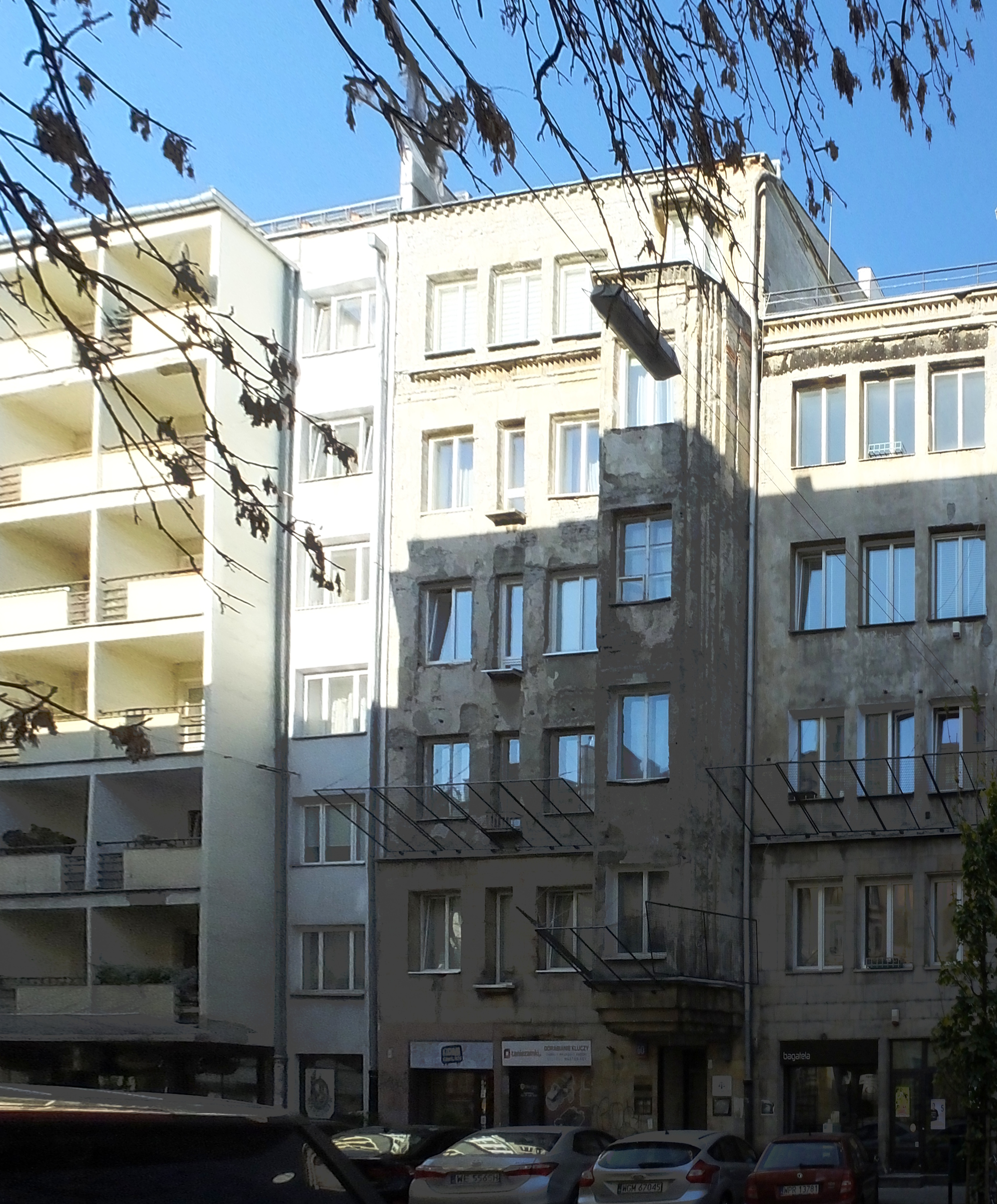
Kamienica przy ul. Wilczej 60 (2019)

Arkonia powstała 9 maja 1879 roku w Rydze. Dążeniem jej założycieli było powołanie do życia legalnego stowarzyszenia studenckiego, które jednoczyłoby polską młodzież studiującą na Politechnice Ryskiej. W tym celu przyjęto formułę organizacyjną korporacji niemieckich, nadając zarazem Arkonii charakter stowarzyszania ideowo-wychowawczego. Za podstawy funkcjonowania przyjęto: umacnianie tożsamości narodowej, dążność do zdobywania wiedzy, rozwijanie więzów przyjaźni, pracę nad kształtowaniem cech charakteru, a wszystko to osiągane przez atmosferę zgodnego i pogodnego współżycia.
Przeniesiona po I wojnie światowej do Warszawy Arkonia przeżywała rozkwit, włączając się do odbudowy i obrony odrodzonej państwowości. W 1921 roku Arkonia była jedną z korporacji założycielskich Związku Polskich Korporacji Akademickich, jednakże z powodu jego upolitycznienia w 1933 roku na kilka lat opuściła jego szeregi. W okresie dwudziestolecia międzywojennego obok Konwentu Polonia Arkonia była najbardziej liczną spośród polskich korporacji.
18 maja 1937 na komersie z okazji 58-lecia Arkonii w Warszawie, którego gospodarzami byli inż. Tadeusz Wędrowski i działacz Obozu Narodowo-Radykalnego „ABC” Aleksander Heinrich, wystąpił generalny inspektor Sił Zbrojnych, marszałek Edward Rydz-Śmigły. Celem trzygodzinnej wizyty było przypieczętowanie zbliżenia politycznego między Obozem Zjednoczenia Narodowego a ruchem nacjonalistycznym. Rydz-Śmigły wezwał „młodą inteligencję polską” do budowy „silnej i potężnej Polski”, a na koniec oświadczył: „Przyszedłem (…), aby zamanifestować, iż wierzę w duszę młodzieży polskiej”. Spotkał się z seniorami korporacji, w tym z członkiem Zarządu Głównego Stronnictwa Narodowego Zbigniewem Stypułkowskim i byłym prezesem Młodzieży Wszechpolskiej Januszem Rabskim, i z członkami obu odłamów Obozu Narodowo-Radykalnego (ONR „ABC”, RNR „Falanga”). Uzyskał deklaracje poparcia dla własnych projektów ideowo-militarnych, a także współpracy ze strony części działaczy ONR. Organizatorzy nie pozwolili na przemówienie przedstawiciela Falangi Jerzego Hagmajera, ale w rezultacie spotkania z marszałkiem Falanga podjęła się zorganizowania dla OZN młodzieżówki w postaci Związku Młodej Polski. Posiedzeniu przewodniczył inż. Wojciechowski z Włocławka, działacz SN i Obozu Wielkiej Polski. Wchodzącemu marszałkowi towarzyszył w korporacyjnym nakryciu głowy gen. Władysław Anders. Wśród obecnych byli prezes Związku Filistrów Arkonii Edmund Jan Langner, kuratorzy Arkonii prof. Osman Achmatowicz i prof. Czesław Skotnicki, były wicemarszałek Sejmu Seweryn Czetwertyński i były prezes Confédération Internationale des Étudiants Jan Pożaryski. Przed marszałkiem przemawiali adwokat Tytus Wilski, Wacław Drozdowski (filister Welecji i dawny prezes Narodowego Zjednoczenia Młodzieży Akademickiej), prezes Konwentu Polonii Jerzy Zahorski, inż. Henryk de Phull z Jagiellonii, Heinrich, Wędrowski i student Kazimierz Bogusławski. Drozdowski mówił o założeniach ideologicznych Związku Polskich Korporacji Akademickich: „Tę atmosferę [wzajemnego zaufania] osiągnęliśmy dzięki temu, że budowaliśmy nasz mały światek na zasadach swojskości, unikając ludzi obcych nam rasą i tradycjami rodzinnymi. Na szczęście na tych samych zasadach zaczyna się dziś budować życie polskiego społeczeństwa”. Obaj uczestnicy z SN stanęli przed sądem partyjnym za kontakty z sanacją i zostali zawieszeni na trzy miesiące, a wtajemniczony w udział Stypułkowskiego prezes Zarządu Głównego Joachim Bartoszewicz był zmuszony ustąpić pod wpływem złożonych zeznań.
Katastrofa II wojny światowej i okres PRL-u nie pozwoliły na pełne funkcjonowanie stowarzyszenia. Mimo to idea Arkonii pielęgnowana przez jej spadkobierców żyła. Na nieformalnych spotkaniach w kraju i w emigracyjnym Londynie, Arkoni wraz z rodzinami kultywowali jej tradycje.
Po przełomie 1989 roku Arkonia znów pojawiła się na warszawskich uczelniach. W nowych okolicznościach, stojąc wobec podobnych wyzwań Arkonia kontynuuje dzieło swoich założycieli.

### Podanie Stefana Kozłowskiego
Podanie Stefana Kozłowskiego jest najstarszym dokumentem ideowym Arkonii, a zarazem pierwszym w dziejach polskiego ruchu korporacyjnego dokumentem ujmującym cele i zadania korporacji. Sformułowane w 1881 roku w postaci podania do Koła Arkonii, funkcjonuje jako deklaracja ideowa Arkonii, pozostawało ze względu na politykę zaborców, utajnione do roku 1920. Pomimo upływu lat oraz wypracowania, w miarę zachodzących zmian historycznych, kolejnych deklaracji ideowych, tezy w nim zawarte pozostają dla członków Arkonii nadal aktualne.
Podanie Stefana Kozłowskiego – Ryga, 1881
”Cel i moralne obowiązki członków Arkonii formułują się w ten sposób:
Koło Arkonii ma za zadanie wykształcenie i dostarczenie Krajowi ludzi dobrze myślących, połączonych ze sobą solidarnie, dążących do polepszenia położenia Kraju pracą i postępowaniem opartym na pewnych przyjętych zasadach, a mianowicie: przez rozwijanie i popieranie czynnie samodzielnej pracy narodowej nad podniesieniem bytu moralnego i materialnego Kraju, wolnej od niechęci i uprzedzeń do jakichkolwiek warstw w społeczeństwie naszym i ze szczególnym uwzględnieniem potrzeb mniej oświeconych warstw narodu.”

## Umowy kartelowe
Uroczyste sformalizowanie przyjaznych stosunków pomiędzy dwiema korporacjami i zobowiązanie się do utrzymywania ich w przyszłości nosi w kulturze korporacyjnej miano umowy kartelowej (kartelu). W tradycji Arkonii istnieją wyłącznie kartele wieczyste. W swej 130-letniej historii, Arkonia zawarła takie umowy z:
- Konwentem Polonia (1828), podpisany 5 grudnia 1909 r. w Dorpacie,
- Jagiellonią (1910) podpisany 2 grudnia 1922 r. w Warszawie
- Welecją (1883) podpisany 19 maja 1979 r., a odnowiony 17 maja 2009 r. w Warszawie.

## Arkoni (m.in)
- Władysław Anders (1892–1970), generał broni, dowódca II Korpusu, zwycięzca spod Monte Cassino, Wódz Naczelny Polskich Sił Zbrojnych na Zachodzie;
- Tomasz Andrycz (1878–1943), dyplomata, delegat rządu polskiego w Kłajpedzie;
- Jan Babiński (1873–1921), chemik, współorganizator Wydziału Chemicznego Politechniki Warszawskiej;
- Ludwik Bergson (1863–1940), przedsiębiorca, filantrop, działacz społeczny;
- Jerzy Dunin-Borkowski (1908–1992), kolekcjoner, żołnierz AK, hetman kolekcjonerów polskich i patron nagrody środowiska;
- Szczęsny Bykowski-Jaxa (1898–1940) – podporucznik rezerwy kawalerii Wojska Polskiego, kawaler Medalu Niepodległości, agronom, redaktor naczelny „Poradnika Gospodarskiego”, ofiara zbrodni katyńskiej.
- Alfred Rudolf Jan Dziedziul (1885–1939) – przemysłowiec, właściciel Cegielni „Saturn” w Chełmnie, działacz społeczny. Prezes Związku Cegielń w rejonie dolnej Wisły, redaktor „Przeglądu Ceramicznego”
- Konstanty Buszczyński (1856–1921), ziemianin, hodowca roślin, organizator konsulatu i pierwszy polski konsul generalny w USA;
- Seweryn Czetwertyński (1873–1945), polityk Stronnictwa Narodowego, szambelan papieski, poseł do I Dumy Państwowej, wielokrotny poseł na Sejm II RP, wicemarszałek Sejmu; ziemianin, przemysłowiec, filantrop.
- Stanisław Antoni Chaniewski (1859–1920), hodowca, profesor Akademii Rolniczej w Dublanach, poseł na Sejm II RP;
- Józef Czyż-Mintowt (1898–1965), inżynier budownictwa, budowniczy portów morskich;
- Marian Kamil Dziewanowski (1913–2005), dziennikarz, prawnik, profesor historii Uniwersytetu w Bostonie i Uniwersytetu Stanu Wisconsin, sowietolog, działacz społeczny;
- Klemens Feldman (1885–1971), biskup Kościoła Starokatolickiego Mariawitów;
- Jan Gebethner (1860–1910), przedsiębiorca, księgarz i wydawca, pierwszy prezes Stowarzyszenia Filistrów Arkonii w Warszawie;
- Walery Gostomski (1854–1915), historyk literatury, krytyk literacki;
- Karol Hauke-Bosak (1888–1940), generał brygady, zamordowany w Charkowie;
- Mieczysław Hertz (1870–1943), kupiec, historyk, literat, działacz społeczny i samorządowy związany z Łodzią;
- Adolf Inatowicz-Łubiański (1892–1971), architekt, malarz;
- Mieczysław Jałowiecki (1876–1962), ziemianin, dyplomata, delegat rządu polskiego w Gdańsku;
- Stanisław Janicki (1872–1939), meliorant, działacz rolniczy, polityk, dwukrotny minister rolnictwa i dóbr państwowych w rządach: Ignacego Jana Paderewskiego oraz drugim rządzie Władysława Grabskiego;
- Karol Jankowski (1868–1928), architekt, profesor i dziekan Wydziału Architektury Politechniki Warszawskiej; prezes Towarzystwa Urbanistów;
- Stefan Jasieński (1914–1945), ppor., cichociemny („Alfa”, „Urban”), zginął w Auschwitz-Birkenau;
- Michał Stanisław Kossakowski (1883–1962), ziemianin, dyplomata, bankowiec;
- Stefan Kozłowski (1859–1908), działacz społeczny, twórca pierwszej deklaracji ideowej Arkonii;
- Zygmunt Leszczyński (1866–1942), polityk, działacz społeczny, wicemarszałek Senatu w latach 1930–1935, senator w latach 1930–1938;
- Maksymilian Malicki (1900–1978), inżynier, profesor i długoletni kierownik Katedry i Zakładu Ogrzewnictwa i Wentylacji Politechniki Warszawskiej, specjalista w tej dziedzinie;
- Henryk Manteuffel (1944−2013) – ekonomista,  profesor SGGW, historyk
- Józef Mikułowski-Pomorski (1868–1935), profesor chemii rolnej Akademii Rolniczej w Dublanach i SGGW, założyciel i pierwszy rektor SGGW, wicepremier i minister rolnictwa w rządzie Jana Kucharzewskiego, minister wyznań religijnych i oświecenia publicznego w II RP;
- Józef Mineyko (1879–1970), ziemianin, finansista, działacz społeczno-polityczny;
- Jan Nielubowicz (1915–2000), lekarz, profesor, rektor Akademii Medycznej w Warszawie, twórca nowoczesnej szkoły chirurgii polskiej, pionier polskiej transplantologii;
- Kazimierz Okulicz (1890–1981), dziennikarz i polityk okresu II RP, poseł na Sejm w latach 1928–1930 i minister sprawiedliwości w rządach RP na uchodźstwie;
- Mirosław Ostromęcki (1910–2000), podpułkownik, żołnierz NSZ i AK, szef Biura Informacji w KG NSZ, redaktor naczelny „Szańca”, działacz społeczny;
- Andrzej Ostromęcki (1942–2021), geolog, poeta, alpinista, grotołaz, działacz społeczny;
- Maurycy O’Brien de Lacy (1891–1978), ziemianin, działacz społeczny i samorządowiec, prezydent Grodna w latach 1930–1933;
- Edward O’Rourke (1876–1943), biskup Rygi; od erygowania diecezji w 1925 r. pierwszy biskup Gdańska;
- Stefan Plater-Zyberk (1891–1943), architekt, artysta malarz, fotografik;
- Jan Józef Podoski (1904–1998), inżynier, profesor elektryki, inicjator budowy metra w Warszawie;
- Konstanty Przewłocki (1857–1930), ziemianin, pianista, prezes Towarzystwa Kredytowego Ziemskiego w Lublinie, członek Rady Państwa w Petersburgu;
- Ludomił Pułaski (1871–1953), ziemianin, szambelan papieski, senator RP w latach 1922–1927;
- Konstanty Radziwiłł (1873–1944/5), ziemianin, polityk konserwatywny;
- Tadeusz Rojowski (1856–1938), ziemianin, działacz społeczny, organizator Uniwersytetu Lubelskiego (obecny Katolicki Uniwersytet Lubelski);
- Adam Ronikier (1881–1952), działacz społeczny i polityczny, współzałożyciel Stronnictwa Narodowego, prezes Rady Głównej Opiekuńczej;
- Aleksander Henryk de Rosset (1864–1933), przedsiębiorca, działacz społeczny, poseł na Sejmu II RP, członek Rady Obrony Państwa w 1920 roku;
- Karol Paweł Rostworowski (1874–1927), kompozytor, autor licznych pieśni;
- Wojciech Rychlewicz (1903-1964), konsul w Stambule, uratował tysiące Żydów z Holokaustu;
- Czesław Skotnicki (1871–1944), hydrotechnik, profesor melioracji, rektor Politechniki Warszawskiej;
- Zdzisław Śliwiński (1901–1997) działacz kulturalny, wieloletni dyrektor Filharmonii Poznańskiej i Narodowej oraz Teatru Wielkiego w Warszawie;
- Stanisław Turczynowicz (1875–1957), hydrotechnik, meliorant profesor SGGW; projektant prac hydrotechnicznych;
- Stanisław Uniechowski (1903–1979), komandor, inżynier budowy okrętów, profesor uniwersytetu w Detroit;
- Stanisław Wańkowicz (1885–1934), ziemianin, senator RP w latach 1928–1934;
- Tadeusz Wędrowski (1898–1940), inżynier budownictwa, budowniczy kompleksu Torów Wyścigów Konnych na Służewcu;
- Benedykt Wodziński (1859–1926), inżynier, profesor budowy mostów, dziekan Wydziału Inżynierii Politechniki Ryskiej.
- Michał Gorstkin-Wywiórski (1861–1926), artysta malarz;
- Jan Zawidzki (1866–1928), profesor chemii, badacz kinetyki chemicznej i twórca pojęcia autokataliza, organizator i rektor Politechniki Warszawskiej, minister wyznań religijnych i oświecenia publicznego w drugim rządzie Władysława Grabskiego;
- Jerzy Aleksander Zawisza (1895–1995), generał brygady, w czasie kampanii wrześniowej szef sztabu Armii „Lublin”, emigracyjny działacz społeczny, m.in. prezes Związku Polaków w Argentynie.